# Pravljice za očeta
Pravljice za očeta je kratka proza. Napisal jo je Žarko Petan, ilustrirala pa jo je Marjanca Jemec Božič. Izdala jo je založba Mladinska knjiga, leta 1986 v Ljubljani.

## Vsebina
V knjigi Pravljice za očeta avtor, v vlogi dečka pripoveduje pravljice iz vsakdanjih dogodkov in pripetljajev z očetom, katerim dodaja tudi domišljijske vsebine. Dogodki so hudomušni in šaljivi. V pravljicah nastopajo poleg resničnih oseb kot so oče, mama, babica, pes Tari tudi izmišljeni liki: krava, miličnik, slon, marsovec, general brez glave, živali iz živalskega vrta.

## Literarni liki
Glavna lika v knjigi sta oče in deček. V knjigi pa nastopajo še mama, babica, pes Tari, krava, slon Jaka, živali iz živalskega vrta, pingvini, miličnik, general brez glave, Marsovec, Janko in Metka, Trnuljčica in kraljevič Matjažek.

## Analiza
Knjiga vsebuje 22 poglavij oz. 22 kratkih pravljic. V pravljicah je veliko dialoga med očetom in sinom (pripovedovalcem), ki razkriva avtorjev odnos do očeta. Kraj dogajanja se neprestano spreminja, večji del pa se dogaja v pripovedovalčevem domu in okolici: kuhinja, spalnica, ulica ... Čas dogajanja je znan samo v nekaterih pravljicah (dogodki se dogajajo v določenem delu dneva: zjutraj, sredi dneva, ponoči), vse pa se dogaja v pisateljevi mladosti. Avtor realističnim vsakodnevnim dogodkom kot so zajtrkovanje, branje časopisa, spanje, pogovarjanje po telefonu ipd. dodaja domišljijske vsebine, s tem da dodaja izmišljene osebe: Marsovec, general brez glave, kraljevič Matjažek, Trnuljčica,  Janko in Metka ali pa povsem realne like vmeša kamor ne sodijo, npr. krava v kopalnici, slon po imenu Jaka v gasilski četi ... Pravljice so napisane s humorjem, so šaljive, nekatere tudi posmehljive.

## Vir
Petan, Žarko: Pravljice za očeta. Ljubljana: Mladinska knjiga, 1986 (COBISS)